# Eublemma variochrea
Eublemma variochrea är en fjärilsart som beskrevs av Holloway 1979. Eublemma variochrea ingår i släktet Eublemma och familjen nattflyn. Inga underarter finns listade i Catalogue of Life.